# Tombor András
Tombor András (Veszprém, 1973. augusztus –) magyar közgazdász, vállalkozó, az első Orbán-kormányban a miniszterelnök biztonságpolitikai főtanácsadója, a Mathias Corvinus Collegium alapítója. A 2019-es Befolyás-barométer szerint ő volt Magyarország 20. legbefolyásosabb embere.

## Tanulmányai és korai szakmai életútja
A győri Czuczor Gergely Bencés Gimnázium egykori diákja. Eleinte az Eötvös Loránd Tudományegyetemen történelmet tanult, ahol az Antall József-ösztöndíjat is elnyerte. Emellett az Eötvös József Collegium szakkollégistája és a Láthatatlan Kollégiumnak is tagja volt. Végül tanulmányai során irányt váltott és külföldön, a Johns Hopkins Egyetemen szerzett közgazdászdiplomát.
1995-től két évig az UNESCO magyar bizottságában, a világörökség-programban projektvezetői szerepet vállalt. Ezután az Európai Újjáépítési és Fejlesztési Bankban dolgozott, majd a PriceWaterhouseCoopers tanácsadójaként működött tovább. 1999 és 2000 között a Citibank Rt. főosztályvezető-helyettese volt.

## Gazdasági szerepvállalása
2002 után a Multireklám Kft. ügyvezető igazgatója. A cégben 2005-ben Csányi Sándor szerzett tulajdonrészt, Tombor 2007-ig maradt a cég vezérigazgatója. Emellett a Magyar Közterületi Reklámszövetség ügyvezető elnöke. 2006-tól a Csányi Sándor tulajdonába kerülő Sole-Mizo Zrt. igazgatósági tagja lett.
2007-től Erdőbényén saját pincészetet alapított, az édesanyja családnevét viselő Bardon Borászatot.
A Morando Kockázati Tőkealap-kezelő Zrt. nevű befektetési cég résztulajdonosa, igazgatósági tagja. A cég 2009-ben sikeresen pályázott az EU-s Jeremie-forrásokra, így 4,4 milliárd forinthoz jutott. Ebből a Bardon Borászat címére bejelentett borkereskedő céghez is jutott forrás. A pénzekkel való visszaélések kapcsán tiltott forráskihelyezés miatt 2016-ban vizsgálat folyt, mivel több olyan cég is kapott befektetést, melyeknek nem volt alkalmazottja.
2009-től Kis-Szölgyémi Ferenc üzlettársaként rövid ideig a B+N Kft. nevű takarító-karbantartó cég tulajdonosa.
2013-ban vette át a Tokaj Kereskedőház Zrt. vezetését a felügyelőbizottság elnökeként. Átalakításai során a márkaépítés jegyében a kereskedőház új nevet és új logót kapott, emellett cél volt a minőség egységesítése is. Tombor elmondása szerint „az új cég a nyugati típusú szövetkezeti rendszer irányába tart”. A cég felügyelőbizottságát 2016. július 21-én visszahívták. 2016 októberében jelentették be a nagyjából 10–15 milliárd forintos állami támogatást kapott Grand Tokaj Zrt. gazdasági és pénzügyi tevékenységének teljes átvizsgálását.
Visus Invest Kft. néven saját céget alapított, amellyel 2016-ban felvásárolta a korábban holland tulajdonban lévő Atmedia Kft.-t. Ez utóbbi cég hirdetések kezelésével, hirdetési felületek értékesítésével foglalkozik.
2017-ben az Atmedia Kft.-n keresztül megvásárolta a Media Services Company (MSC) Kft.-t, ami 2015 óta felel a közmédia hirdetési felületeinek értékesítésért. A Visus Invest Kft.-t, így a tulajdonában lévő Atmedia Kft.-t és leányvállalatait 2023-ban Mészáros Lőrincnek adta el.
2020-ban cégcsoportja, az Aero Investment Partners Zrt. a katonai kiképző és könnyű harcászati gépeket gyártó csehországi cégben, az Aero Vodochody-ban szerzett részesedést.
2022-től a Budapesti Erőmű Zrt. igazgatósági tagja.

## Politikai szerepvállalása
2000 és 2002 között, az első Orbán-kormányban Orbán Viktor biztonságpolitikai főtanácsadója.
A 2007-ben létrehozott, Stumpf István vezetésével indult Ybl Klub Közhasznú Alapítvány alapító tagja. A zártkörű klubot a szellemi, gazdasági és kulturális elit gyűjtőhelyeként képzelték el.
Tombor András neve felmerült a 2009-es UD Zrt.-ügy (vagy UD-ügy) nevű lehallgatási botrány kapcsán is. Dávid Ibolya, az MDF elnöke azzal vádolta meg Tombort, hogy be akart avatkozni a párt belügyeibe. 2011-ben Dávid Ibolya jogerősen elvesztette a pert, amit Tombor András indított vele szemben személyiségi jogainak megsértése miatt.
A magyar politikai újságírásban Tombor András visszatérő megnevezése: „Habony hitelezője”, mivel Tombor 2009-ben 20 millió forint értékű kamatmentes hitelt adott Habony Árpádnak.
Több helyen Lázár János bizalmi embereként említik meg. Máshol inkább közvetítői szerepét emelik ki, mivel Lázár János mellett Csányi Sándorral, Habony Árpáddal és Maróth Gáspárral is jó kapcsolatot ápol.

## Szerepe a médiában és a kultúrában
1996-ban, édesapja adományából indította el a Mathias Corvinus Collegiumot, amely korábban a kettejük által alapított Tihanyi Alapítvány fenntartásában működött. 2000-től kezdve Tombor az MCC ügyvezető igazgatójaként tevékenykedett. Az intézményben saját, Vitakultúra című órát is tartott, ahol többek között Vladimir Bartol Alamut című regénye volt kötelező olvasmány.
2019-ben az MCC az Orbán Balázs vezette Mathias Corvinus Collegium Alapítvány fenntartásába került; az alapító Tombor neve ezután már egyetlen MCC-s testületben sem bukkant fel.
2002-ben az Avicenna, Közel-kelet Kutatások Közalapítvány felügyelőbizottsági tagjává nevezik ki.
2017-ben cége, a Mandiner Press Kft. felvásárolta a Mandiner nevű jobboldali újságot. Ezt azzal indokolta: fórumot keresett az MCC-s diákoknak, ahol kipróbálhatják magukat az újságírásban. A következő évben, 2018-ban a Mandiner (több tucat más laphoz hasonlóan ingyenesen) a Közép-Európai Sajtó és Média Alapítvány tulajdonába került.
Roger Scruton angol filozófus Hogyan legyünk konzervatívok című munkáját Tombor fordította magyarra.

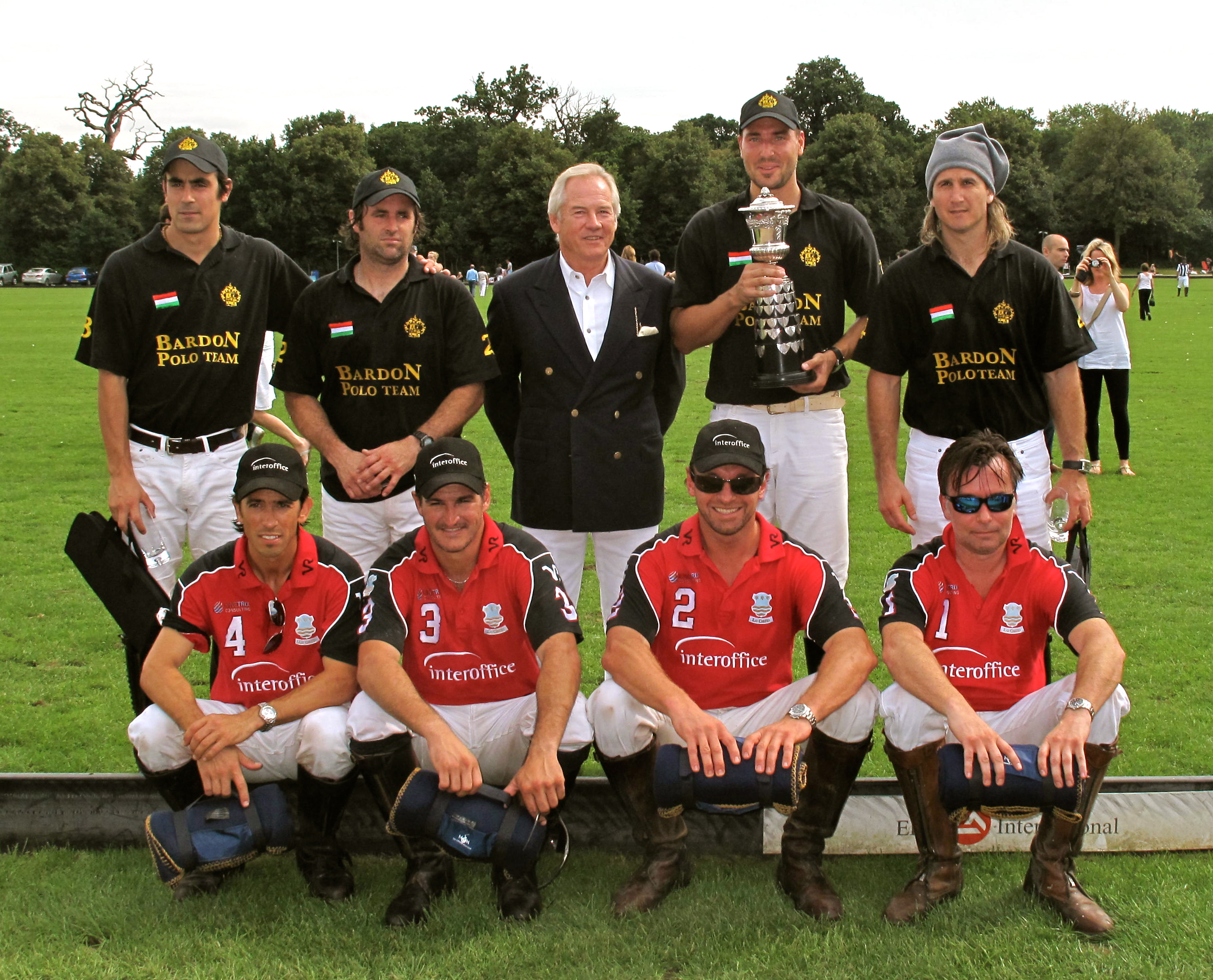
A Ham Polo Club Roehampton Trophy győztesei, a Bardon Team tagjai

## Kapcsolata a lovaspólóval
2011-ben alakította meg saját, Bardon Team nevű lovaspóló-csapatát.  Csapata többek közt Dubaji Nemzetek Kupáján is szerepelt. 2022-ben a Royal Windsor-kupát is elnyerte; a mérkőzésen maga Tombor is játszott. A csapat lótenyésztéssel, lónemesítéssel is foglalkozik, többek közt a legjobb lovak klónozását is alkalmazva.
2023-ban a Hazai Lovaspóló Szövetség elnöke.

## Családja
Édesanyja Bardon Beatrix Ágnes, édesapja Tombor Balázs, aki az állami gazdaságok csopaki üdülőjének igazgatója volt 1971 és 1996 között. Testvére Tombor Bálint gyógyszerész, gyógyszerkutató, államtitkári kabinetvezető, valamint Tombor Balázs építészmérnök. Egy lánytestvére is van.